# La Costeña
La Costeña är ett nicaraguanskt flygbolag grundat 1999. Flygbolaget är Nicaraguas näst största och hade i mars 2007, 140 anställda.  Flygbolaget flyger regelbundna passagerarflygningar till 10 olika destinationer inom landet. Flygbolaget har huvudkontor och huvudflygplats på Augusto C. Sandino International Airport.
Företaget ägs sedan 2019 av Regional Airlines Holding, Delaware, USA.  Dessförinnan ägdes företaget av Avianca.

## Destinationer
La Costeña flyger regelbundet till följande destinationer:
- Bluefields, Nicaragua
- Bonanza, Nicaragua
- Tegucigalpa, Honduras
- San Jose, Costa Rica
- Corn Islands, Nicaragua
- Managua, Nicaragua (Huvudflygplats)
- Minas, Nicaragua
- Puerto Cabezas, Nicaragua
- Rosita, Nicaragua
- San Carlos, Nicaragua
- Siuna, Nicaragua
- Waspam, Nicaragua

## Flotta
I oktober 2019 hade La Costeña denna flotta.
- 4 Cessna 208
- 2 ATR 42-300

## Olycka
- Den 20 juli 1999 havererade en Cessna 208 som var på väg ifrån Managua till Bluefields. Planet saknade GPS, då denna tagits från planet för att användas i en helikopter som också opererades av La Costeña. Enligt den preliminära utredningsrapporten påbörjades landningen för tidigt vid inflygningen. I dåligt väder och under visuella flygregler sjönk flygplanet under den rekommenderade säkerhetshöjden i området, v och flygplanet havererade på en avlägsen plats på berget Cerro Silva. Alla 16 människor ombord avled i olyckan.[5][6]